# Festival of Lights

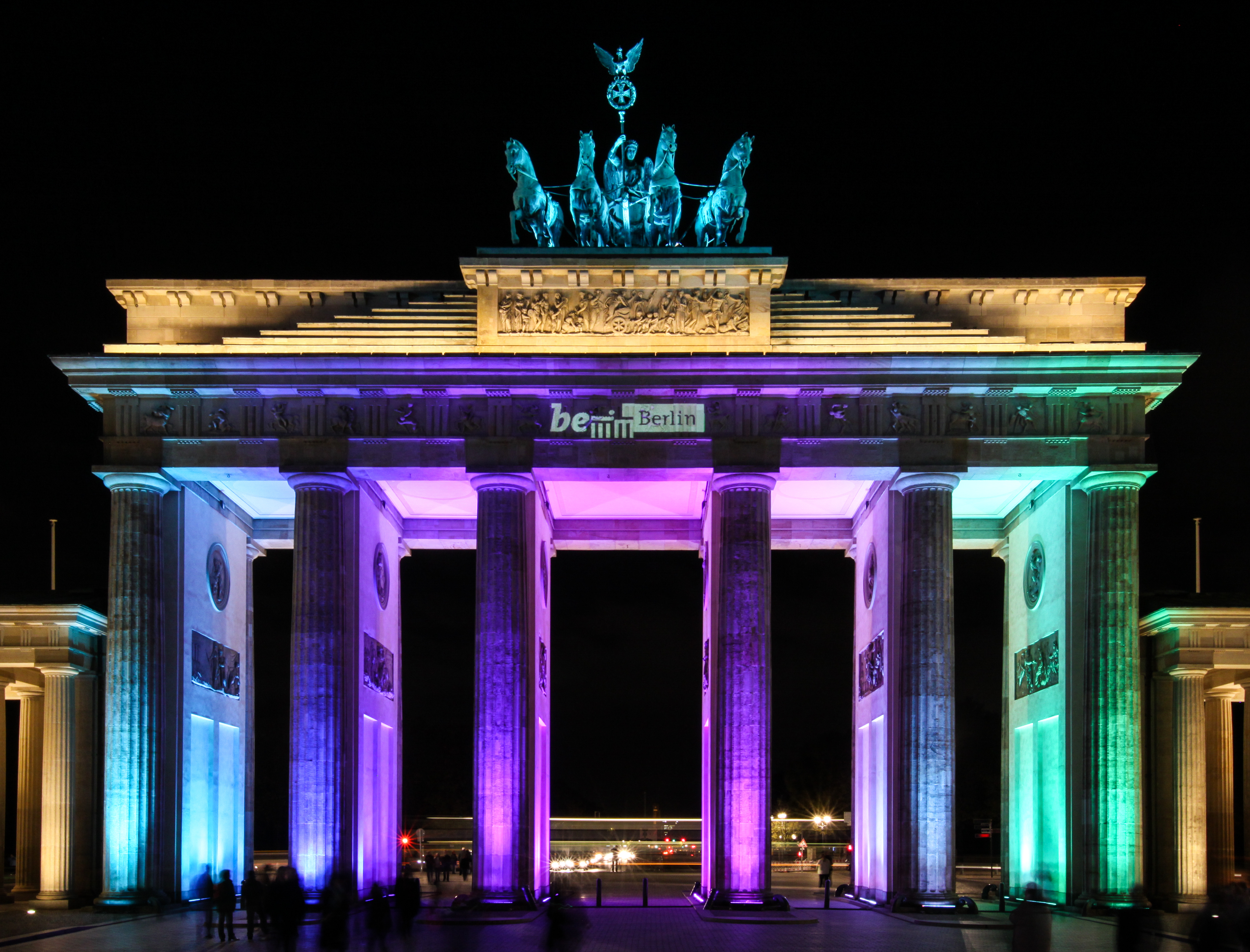
Brandenburger Tor vid festivalen 2010.

Festival of Lights är ett årligt återkommande evenemang i Tysklands huvudstad Berlin. Under två veckor i oktober lyses stadens byggnader upp med speciella ljusarrangemang, fyrverkerier och andra konstinstallationer.